# Мартна
Мартна (ест. Martna) село је на западу Естоније. Налази се у централном делу округа Ланема и административни је центар општине Мартна.
Према подацима са пописа становништва 2011. у селу је живело 155 становника.